# Список номинантов и лауреатов премии «Золотая маска» 2004 года
«Золотая маска» — российская национальная театральная премия и фестиваль. «Золотая маска» была учреждена Союзом театральных деятелей России (СТД РФ) в 1993 году (в некоторых источниках назван 1994 год) по инициативе народного артиста СССР М. А. Ульянова (председатель СТД РФ в 1986—1996 годах) и при участии его заместителя В. Г. Урина и драматурга В. В. Павлова.

## О премии
Премия присуждается на конкурсной основе один раз в год по итогам прошедшего театрального сезона за творческие достижения в области театрального искусства, вручается спектаклям всех жанров театрального искусства: драма, опера, балет, оперетта и мюзикл, кукольный театр.
Для определения соискателей премии «Золотая маска» создаётся экспертный совет из числа ведущих театральных критиков, специалистов союза театральных деятелей и его региональных организаций. Состав экспертного совета и его председатель утверждаются секретариатом СТД РФ. Для определения победителей — лауреатов из состава номинантов (тайным голосованием по результатам фестиваля) создаётся два профессиональных жюри — одно для спектаклей театра драмы и театров кукол и второе для спектаклей оперы, оперетты / мюзикла и балета. В состав жюри не могут входить создатели и исполнители спектаклей, участвующих в фестивале, а также члены экспертного совета.

## Лауреаты и события фестиваля «Золотая маска» 2004 года
Юбилейный, 10-й фестиваль, прошёл с 27 марта по 12 апреля 2004 года в Москве. Были показаны спектакли-номинанты «Золотой маски» сезона 2002/03 года. Церемония открытия фестиваля состоялась в Цирке на Цветном бульваре.

### Номинанты премии «Золотая маска» 2004 года
Председателем экспертного совета драматического театра и театра кукол стал театральный критик Роман Должанский. В состав экспертного совета вошли: Ольга Глазунова (заведующая Кабинетом театров для детей и театров кукол СТД РФ), Екатерина Горина (ответственный секретарь Общественного Экспертного совета по театральному и музыкальному искусству Комитета по культуре Москвы), Екатерина Дмитриевская (театральный критик), Марина Зайонц (театральный критик), Елена Маркова (театральный критик), Глеб Ситковский (театральный критик), Александр Волков (заместитель начальника Департамента искусств и народного творчества Министерства культуры РФ), Елена Алексеева (театральный критик).
Председателем экспертного совета музыкального театра стала оперный критик Елена Третьякова. В состав экспертного совета вошли: Лейла Гучмазова (балетный критик), Гюляра Садых-Заде (музыкальный критик), Ольга Гердт (балетный критик), Екатерина Бирюкова (музыкальный критик), Майя Крылова (балетный критик), Михаил Фихтенгольц (музыкальный критик), Марина Чистякова (музыкальный критик).
Таблица номинантов составлена на основании официального опубликованного списка, с группировкой по спектаклям.
Легенда:
  — Спектакль номинирован в номинации «Лучший спектакль»

«–» — Этот аспект спектакля не номинирован
| Конкурс спектаклей драматического театра (спектакль большой формы)           | Конкурс спектаклей драматического театра (спектакль большой формы) | Конкурс спектаклей драматического театра (спектакль большой формы) | Конкурс спектаклей драматического театра (спектакль большой формы) | Конкурс спектаклей драматического театра (спектакль большой формы) | Конкурс спектаклей драматического театра (спектакль большой формы) |
| ---------------------------------------------------------------------------- | ------------------------------------------------------------------ | ------------------------------------------------------------------ | ------------------------------------------------------------------ | ------------------------------------------------------------------ | ------------------------------------------------------------------ |
|                                                                              |                                                                    |                                                                    |                                                                    |                                                                    |                                                                    |
| Спектакль/номинации                                                          | лучший спектакль                                                   | лучшая работа режиссёра                                            | лучшая женская роль                                                | лучшая мужская роль                                                | лучшая работа художника                                            |
|                                                                              |                                                                    |                                                                    |                                                                    |                                                                    |                                                                    |
| «Вишнёвый сад» Фонд имени К. С. Станиславского, Москва; «Мeno Fortas», Литва | зелёная ✓                                                          | Эймунтас Някрошюс                                                  | –                                                                  | Евгений Миронов (Лопахин)                                          | Надежда Гультяева                                                  |
| «Дачники» Театр драмы, Омск                                                  | зелёная ✓                                                          | Евгений Марчелли                                                   | –                                                                  | –                                                                  | –                                                                  |
| «Двенадцатая ночь» Конфедерация театральных союзов, Москва                   | зелёная ✓                                                          | Деклан Доннеллан                                                   | –                                                                  | –                                                                  | –                                                                  |
| «Дядя Ваня» Малый драматический театр — Театр Европы, Санкт-Петербург        | зелёная ✓                                                          | Лев Додин                                                          | Ксения Раппопорт (Елена Андреевна)                                 | Сергей Курышев (Дядя Ваня) • Пётр Семак (Астров)                   | Давид Боровский                                                    |
| «Египетские ночи» «Мастерская Петра Фоменко», Москва                         | зелёная ✓                                                          | Пётр Фоменко                                                       | –                                                                  | –                                                                  | –                                                                  |
| «Мамапапасынсобака» «Современник», Москва                                    | зелёная ✓                                                          | Нина Чусова                                                        | Чулпан Хаматова (Сын)                                              | –                                                                  | –                                                                  |
| «Наваждение Катерины» Молодежный театр, Минусинск                            | зелёная ✓                                                          | Алексей Песегов                                                    | Екатерина Соколова (Катерина)                                      | –                                                                  | –                                                                  |
| «Правда — хорошо, а счастье — лучше» Малый театр, Москва                     | зелёная ✓                                                          | Сергей Женовач                                                     | Евгения Глушенко (Мавра Тарасовна)                                 | Василий Бочкарёв (Сила Ерофеевич Грознов)                          | –                                                                  |
| «Ревизор» Александринский театр, Санкт-Петербург                             | зелёная ✓                                                          | Валерий Фокин                                                      | –                                                                  | Алексей Девотченко (Хлестаков)                                     | Александр Боровский                                                |
|                                                                              |                                                                    |                                                                    |                                                                    |                                                                    |                                                                    |
| Конкурс спектаклей драматического театра (спектакль малой формы)             |                                                                    |                                                                    |                                                                    |                                                                    |                                                                    |
|                                                                              |                                                                    |                                                                    |                                                                    |                                                                    |                                                                    |
| «Вий» Театр имени А. С. Пушкина, Москва                                      | зелёная ✓                                                          | Нина Чусова                                                        | –                                                                  | Павел Деревянко (Хома Брут)                                        | Виктор Платонов                                                    |
| «Двойное непостоянство» «Глобус», Новосибирск                                | зелёная ✓                                                          | Дмитрий Черняков                                                   | Ольга Цинк (Сильвия)                                               | Илья Паньков (Арлекин)                                             | Дмитрий Черняков                                                   |
| «Зима» Камерный театр, Воронеж                                               | зелёная ✓                                                          | Михаил Бычков                                                      | –                                                                  | –                                                                  | –                                                                  |
| «Нора» Белый театр, Санкт-Петербург                                          | зелёная ✓                                                          | Михаил Бычков                                                      | Марина Солопченко (Нора)                                           | Александр Баргман (Хельмер)                                        | –                                                                  |
| «Пленные духи» Центр драматургии и режиссуры, Москва                         | зелёная ✓                                                          | Владимир Агеев                                                     | –                                                                  | –                                                                  | –                                                                  |
| «Терроризм» Театр имени А. П. Чехова, Москва                                 | зелёная ✓                                                          | Кирилл Серебренников                                               | –                                                                  | –                                                                  | –                                                                  |

| Конкурс спектаклей театров оперы                                             | Конкурс спектаклей театров оперы | Конкурс спектаклей театров оперы | Конкурс спектаклей театров оперы | Конкурс спектаклей театров оперы              | Конкурс спектаклей театров оперы | Конкурс спектаклей театров оперы |
| ---------------------------------------------------------------------------- | -------------------------------- | -------------------------------- | -------------------------------- | --------------------------------------------- | -------------------------------- | -------------------------------- |
|                                                                              |                                  |                                  |                                  |                                               |                                  |                                  |
| Спектакль/номинации                                                          | лучший спектакль                 | лучшая работа режиссёра          | лучшая женская роль              | лучшая мужская роль                           | лучшая работа художника          | лучшая работа дирижёра           |
|                                                                              |                                  |                                  |                                  |                                               |                                  |                                  |
| «Жизнь с идиотом» Театр оперы и балета, Новосибирск                          | зелёная ✓                        | Генрих Барановский               | Ольга Колобова (Жена)            | Александр Лебедев (Я) • Фарит Хусаинов (Вова) | Давид Боровский                  | Евгений Волынский                |
| «Кахым-туря» Театр оперы и балета республики Башкортостан, Уфа               | зелёная ✓                        | –                                | –                                | –                                             | –                                | Алексей Людмилин                 |
| «Похождения повесы» Большой театр, Москва                                    | зелёная ✓                        | Дмитрий Черняков                 | Елена Вознесенская (Энн)         | Виталий Панфилов (Рейкуэлл)                   | Дмитрий Черняков                 | –                                |
| «Турандот» Большой театр, Москва                                             | зелёная ✓                        | –                                | –                                | –                                             | Георгий Цыпин                    | –                                |
| «Человек, который принял свою жену за шляпу» Маленький мировой театр, Москва | зелёная ✓                        | –                                | –                                | –                                             | –                                | –                                |

| Конкурс спектаклей оперетты / мюзикла                          | Конкурс спектаклей оперетты / мюзикла |
| -------------------------------------------------------------- | ------------------------------------- |
|                                                                |                                       |
| Спектакль/номинации                                            | лучший спектакль                      |
|                                                                |                                       |
| «Иствикские ведьмы» Мюзикл стейдж продакшн, Москва             | зелёная ✓                             |
| «Мери Поппинс, до свидания» Театр «Карамболь», Санкт-Петербург | зелёная ✓                             |

| Конкурс спектаклей балета                                             | Конкурс спектаклей балета | Конкурс спектаклей балета                    | Конкурс спектаклей балета                                         | Конкурс спектаклей балета | Конкурс спектаклей балета |
| --------------------------------------------------------------------- | ------------------------- | -------------------------------------------- | ----------------------------------------------------------------- | ------------------------- | ------------------------- |
|                                                                       |                           |                                              |                                                                   |                           |                           |
| Спектакль/номинации                                                   | лучший спектакль          | лучшая женская роль                          | лучшая мужская роль                                               | лучшая работа художника   | лучшая работа хореографа  |
|                                                                       |                           |                                              |                                                                   |                           |                           |
| «Ballet Imperial» Театр оперы и балета имени П. И. Чайковского, Пермь | зелёная ✓                 | –                                            | –                                                                 | –                         | –                         |
| «Дон Кихот» Театр оперы и балета, Новосибирск                         | зелёная ✓                 | Анна Жарова (Китри)                          | –                                                                 | –                         | –                         |
| «Светлый ручей» Большой театр, Москва                                 | зелёная ✓                 | Мария Александрова (Классическая танцовщица) | Сергей Филин (Классический танцовщик) • Геннадий Янин (Гармонист) | –                         | Алексей Ратманский        |
| «Танцсимфония» Театр оперы и балета Санкт-Петербургской консерватории | зелёная ✓                 | –                                            | –                                                                 | –                         | –                         |
|                                                                       |                           |                                              |                                                                   |                           |                           |
| Конкурс спектаклей балета (современный танец)                         |                           |                                              |                                                                   |                           |                           |
|                                                                       |                           |                                              |                                                                   |                           |                           |
| «Весна священная» «Камерный балет», Москва                            | зелёная ✓                 | –                                            | –                                                                 | –                         | Режис Обадиа              |
| «Полёты во время чаепития» «Провинциальные танцы», Екатеринбург       | зелёная ✓                 | –                                            | –                                                                 | Ольга Паутова             | Татьяна Баганова          |

| Конкурс спектаклей театров кукол                                            | Конкурс спектаклей театров кукол | Конкурс спектаклей театров кукол               | Конкурс спектаклей театров кукол | Конкурс спектаклей театров кукол |
| --------------------------------------------------------------------------- | -------------------------------- | ---------------------------------------------- | -------------------------------- | -------------------------------- |
|                                                                             |                                  |                                                |                                  |                                  |
| Спектакль/номинации                                                         | лучший спектакль                 | лучшая работа актёра                           |                                  |                                  |
|                                                                             |                                  |                                                |                                  |                                  |
| «Приключения незадачливого дракона» Кукольный театр Сказки, Санкт-Петербург | зелёная ✓                        | Эмилия Куликова (Дракон Габанек)               |                                  |                                  |
| «Сон фавна» «Кукольный дом», Санкт-Петербург                                | зелёная ✓                        | Элина Агеева (Эвридика, Галатея, Дриада и др.) |                                  |                                  |

| «Новация»                                     | «Новация»        |
| --------------------------------------------- | ---------------- |
|                                               |                  |
| Спектакль/номинации                           | лучший спектакль |
|                                               |                  |
| «Золото нартов» Театр «Арвайден», Владикавказ | зелёная ✓        |
| «Кислород» Театр.doc, Москва                  | зелёная ✓        |

### Лауреаты премии «Золотая маска» 2004 года
Председателем жюри драматического театра и театров кукол стал театральный критик Анатолий Смелянский. В состав жюри вошли: Лидия Байрашевская (актриса), Андрей Борисов (режиссёр), Дина Годер (театральный критик), Алла Демидова (актриса), Марина Игнатова (актриса), Евгений Князев (актёр, педагог), Майя Кобахидзе (руководитель департамента государственной поддержки искусств Министерства культуры РФ), Дмитрий Лохов (художественный руководитель Архангельского театра кукол), Алексей Порай-Кощиц (театральный художник), Давид Смелянский (профессор кафедры менеджмента Российской академии театрального искусства), Инна Соловьева (театральный критик).
Председателем жюри музыкальных театров выступил театровед и режиссёр Владимир Урин. В состав жюри вошли: Марина Багдасарян (театральный критик), Сергей Бархин (театральный художник), Лариса Барыкина (критик и исследователь музыкального театра), Святослав Бэлза (критик, музыковед), Артем Варгафтик (музыкальный критик), Георгий Васильев (режиссёр, продюсер), Юрий Кочнев (дирижер), Михаил Лавровский (балетмейстер), Андрис Лиепа (балетмейстер), Карина Мелик-Пашаева (музыкальный критик), Илья Можайский (режиссёр), Елена Образцова (певица), Пётр Поспелов (музыкальный критик), Лев Шульман (режиссёр).
Церемония вручения премий «Золотая маска» прошла в Большом театре. Церемонию вели Эдуард Бояков и Ильзе Лиеппа, которая призналась, что первый раз говорит со сцены Большого театра. «Маски» в конкурсе «Опера» вручали Святослав Бэлза и Любовь Казарновская, за балет вручали Юлия Рутберг и Николай Цискаридзе, в номинации «За поддержку театрального искусства России» — министр культуры и массовых коммуникаций Александр Соколов.
По словам обозревателей «Независимой газеты», церемония открытия фестиваля, сопровождавшаяся цирковыми номерами и трюками, получилась более запоминающейся, чем церемония вручения. Театральный критик Татьяна Кузнецова, писала, что результаты конкурса спектаклей балета стали предсказуемы уже после ознакомления с составом жюри: двое — профессионально разбирающиеся в балете, четверо — в современном танце, а остальные, чья профессиональная деятельность с балетом напрямую не связана, способны оценить только «либо вещи безмятежно-традиционные, либо темпераментные и яркие». Описывая награждение, редакторы «Независимой газеты» особенно обратили внимание на ошибку, допущенную при объявлении лауреата спецприза жюри за балет. Николай Цискаридзе, открыв конверт, объявил со сцены, что премию жюри получил Геннадий Янин, хотя он только что стал лауреатом основной номинации и, по уставу премии, не может получить ещё и спецприз. Как выяснилось позже, это была техническая накладка. Признавая право на ошибку, редакторы выразили неудовольствие по поводу того, что организаторы не принесли извинения за случившееся ни зрителям, ни артистам. «Ведомости» назвали программу фестиваля самой насыщенной за прошедшие годы, по крайней мере в том, что касается драматических номинаций. Несмотря на то, что премия была юбилейная, внимание на этом не акцентировалось. Эдуард Боярков, покинувший пост директора, вёл церемонию как и прежде. Однако, как пишут обозреватели «Ведомостей», начавшиеся изменения также явно бросались в глаза: в церемонии награждения принял участие министр культуры Александр Соколов, а появившиеся в финале статисты с жёлтыми флагами повторили сцену из оперы «Турандот», символизирующую победу маоизма.
Таблица лауреатов составлена на основании положения о премии (от октября 2000 года) и официального опубликованного списка лауреатов.
Легенда:
     — Лауреаты премий в основных номинациях

     — Лауреаты премий в частных номинациях

 — Премия не присуждалась
| Конкурс                                                          | Номинация                                             | Победитель                                 | Произведение (роль)                                                         | Театр (учреждение)                                                                     |
| ---------------------------------------------------------------- | ----------------------------------------------------- | ------------------------------------------ | --------------------------------------------------------------------------- | -------------------------------------------------------------------------------------- |
|                                                                  |                                                       |                                            |                                                                             |                                                                                        |
| Конкурс спектаклей драматического театра                         | Лучший спектакль большой формы                        | «Ревизор»                                  | «Ревизор»                                                                   | Александринский театр, Санкт-Петербург, и Творческий центр им. Вс. Мейерхольда, Москва |
| Конкурс спектаклей драматического театра                         | Лучший спектакль малой формы                          | «Двойное непостоянство»                    | «Двойное непостоянство»                                                     | «Глобус», Новосибирск                                                                  |
| Конкурс спектаклей драматического театра                         | Лучшая работа режиссёра                               | Лев Додин                                  | «Дядя Ваня»                                                                 | Малый драматический театр — театр Европы, Санкт-Петербург                              |
| Конкурс спектаклей драматического театра                         | Лучшая работа художника-постановщика                  | Александр Боровский                        | «Ревизор»                                                                   | Александринский театр, Санкт-Петербург, и Творческий центр им. Вс. Мейерхольда, Москва |
| Конкурс спектаклей драматического театра                         | Лучшая женская роль                                   | Чулпан Хаматова                            | «Мамапапасынсобака» (Сын)                                                   | «Современник», Москва                                                                  |
| Конкурс спектаклей драматического театра                         | Лучшая мужская роль                                   | Сергей Курышев                             | «Дядя Ваня» (Войницкий)                                                     | Малый драматический театр — театр Европы, Санкт-Петербург                              |
|                                                                  |                                                       |                                            |                                                                             |                                                                                        |
| Конкурс спектаклей театров оперы                                 | Лучший спектакль                                      | «Жизнь с идиотом»                          | «Жизнь с идиотом»                                                           | Театр оперы и балета, Новосибирск                                                      |
| Конкурс спектаклей театров оперы                                 | Лучшая работа режиссёра                               | Дмитрий Черняков                           | «Похождения повесы»                                                         | Большой театр, Москва                                                                  |
| Конкурс спектаклей театров оперы                                 | Лучшая работа дирижёра                                | Алексей Людмилин                           | «Кахым-туря»                                                                | Башкирский театр оперы и балета, Уфа                                                   |
| Конкурс спектаклей театров оперы                                 | Лучшая женская роль                                   | Елена Вознесенская                         | «Похождения повесы» (Энн)                                                   | Большой театр, Москва                                                                  |
| Конкурс спектаклей театров оперы                                 | Лучшая мужская роль                                   | Александр Лебедев                          | «Жизнь с идиотом» (Я)                                                       | Театр оперы и балета, Новосибирск                                                      |
|                                                                  |                                                       |                                            |                                                                             |                                                                                        |
| Конкурс спектаклей оперетты / мюзикла                            | Лучший спектакль                                      | N [ 12 ]                                   | N [ 12 ]                                                                    | N [ 12 ]                                                                               |
| Конкурс спектаклей оперетты / мюзикла                            | Лучшая работа режиссёра                               | N [ 12 ]                                   | N [ 12 ]                                                                    | N [ 12 ]                                                                               |
| Конкурс спектаклей оперетты / мюзикла                            | Лучшая работа дирижёра                                | N [ 12 ]                                   | N [ 12 ]                                                                    | N [ 12 ]                                                                               |
| Конкурс спектаклей оперетты / мюзикла                            | Лучшая женская роль                                   | N [ 12 ]                                   | N [ 12 ]                                                                    | N [ 12 ]                                                                               |
| Конкурс спектаклей оперетты / мюзикла                            | Лучшая мужская роль                                   | N [ 12 ]                                   | N [ 12 ]                                                                    | N [ 12 ]                                                                               |
|                                                                  |                                                       |                                            |                                                                             |                                                                                        |
| Конкурс спектаклей балета                                        | Лучший спектакль балета                               | «Ballet Imperial»                          | «Ballet Imperial»                                                           | Театр оперы и балета им. П. Чайковского, Пермь                                         |
| Конкурс спектаклей балета                                        | Лучший спектакль современного танца                   | «Весна священная»                          | «Весна священная»                                                           | Камерный балет «Москва»                                                                |
| Конкурс спектаклей балета                                        | Лучшая работа постановщика (балетмейстера/хореографа) | Алексей Ратманский                         | «Светлый ручей»                                                             | Большой театр, Москва                                                                  |
| Конкурс спектаклей балета                                        | Лучшая женская роль                                   | Мария Александрова                         | «Светлый ручей»                                                             | Большой театр, Москва                                                                  |
| Конкурс спектаклей балета                                        | Лучшая мужская роль                                   | Сергей Филин                               | «Светлый ручей»                                                             | Большой театр, Москва                                                                  |
|                                                                  |                                                       |                                            |                                                                             |                                                                                        |
| Конкурс спектаклей театров кукол                                 | Лучший спектакль                                      | «Приключения незадачливого дракончика»     | «Приключения незадачливого дракончика»                                      | Кукольный театр «Сказки», Санкт-Петербург                                              |
| Конкурс спектаклей театров кукол                                 | Лучшая работа режиссёра                               | N [ 12 ]                                   | N [ 12 ]                                                                    | N [ 12 ]                                                                               |
| Конкурс спектаклей театров кукол                                 | Лучшая работа художника                               | N [ 12 ]                                   | N [ 12 ]                                                                    | N [ 12 ]                                                                               |
| Конкурс спектаклей театров кукол                                 | Лучшая актёрская работа                               | Элина Агеева                               | «Сон Фавна» (Эвридика, Галатея, Дриада и др.)                               | «Кукольный дом», Санкт-Петербург                                                       |
|                                                                  |                                                       |                                            |                                                                             |                                                                                        |
| Из номинантов на звание «Лучший спектакль» — музыкальных театров | Лучшая работа художника в музыкальном театре          | Давид Боровский                            | «Жизнь с идиотом»                                                           | Театр оперы и балета, Новосибирск                                                      |
|                                                                  |                                                       |                                            |                                                                             |                                                                                        |
| Новация                                                          | Лучший спектакль                                      | «Кислород»                                 | «Кислород»                                                                  | «Театр.doc», Москва                                                                    |
|                                                                  |                                                       |                                            |                                                                             |                                                                                        |
| Специальные премии                                               |                                                       |                                            |                                                                             |                                                                                        |
|                                                                  |                                                       |                                            |                                                                             |                                                                                        |
| Специальные премии жюри                                          |                                                       |                                            |                                                                             |                                                                                        |
| Специальная премия жюри драматического театра                    | «Правда хорошо, а счастье лучше»                      | «Правда хорошо, а счастье лучше»           | Малый театр, Москва                                                         |                                                                                        |
| Специальная премия жюри драматического театра                    | Ольга Цинк                                            | «Двойное непостоянство» (Сильвия)          | «Глобус», Новосибирск                                                       |                                                                                        |
| Специальная премия жюри музыкальных театров                      | Геннадий Янин                                         | «Светлый ручей» (Гармонист)                | Большой театр, Москва                                                       |                                                                                        |
| Специальная премия жюри музыкальных театров                      | Глеб Фильштинский                                     | «Похождения повесы»                        | Большой театр, Москва                                                       |                                                                                        |
| Приз критики                                                     | «Вишневый сад»                                        | «Вишневый сад»                             | Meno Fortas, Вильнюс, и Международный фонд им. К. С. Станиславского, Москва |                                                                                        |
| Лучший зарубежный спектакль, показанный в России                 | Эймунтас Някрошюс                                     | «Времена года Донелайтиса»                 | Meno Fortas, Литва                                                          |                                                                                        |
|                                                                  |                                                       |                                            |                                                                             |                                                                                        |
| За честь и достоинство                                           | Виталий Венгер • Борис Покровский                     | За поддержку театрального искусства России | За поддержку театрального искусства России                                  | Николай Федеров • «Культура»                                                           |